# Río Avon (Warwickshire)
El río Avon (/ˈeɪvən/) discurre por la zona central de Inglaterra, el principal afluente del río Severn, el cual atraviesa los condados de Leicestershire, Northamptonshire, Warwickshire, Worcestershire y Gloucestershire.

## Etimología
Conocido como Upper Avon, Warwickshire Avon o Shakespeare's Avon. Avon deriva del britónico-celta abona, «río» que también sobrevive a una serie de nombres de ríos ingleses y escoceses, es la anglicanización del moderno galés afon [ˈavɔn] y del bretón avon, cuyo significado es «río». Esto convierte al "río Avon" en un ejemplo de topónimo tautológico.

## Curso
La nacimiento del Avon está cercana a la localidad de Naseby, en Northamptonshire. En sus primeros kilómetros forma el límite entre Northamptonshire y Leicestershire. En esta sección del río fue creada la reserva de Stanford.
Algunas ciudades y villas que se erigen próximas a las márgenes del río son: Rugby, Wolston, Leamington Spa, Warwick, Stratford-upon-Avon, Welford-on-Avon, Bidford-on-Avon, Evesham, Pershore y Bourton-on-the-water.

## Afluentes
Leam, Stour, Sowe, Dene, Arrow, Swift, Alne, Isonbourn, Sherbourne y Swilgate, así como también otros cursos de agua menores.